# Canzoni d'amore (Angelo Branduardi)
Canzoni d'amore è un album raccolta di Angelo Branduardi, pubblicato nel 1984.
Si tratta del terzo album comprendente brani del cantautore già pubblicati in precedenza.
Tema di Leonetta è presente in una versione suonata e cantata da Branduardi, diversamente che nel disco State buoni se potete, dove era un brano strumentale.
Nel 1985 fu pubblicato Chansons d'amour, la versione in francese dell'album, nella quale i brani sono inseriti in ordine diverso e manca il corrispettivo in francese di Donna ti voglio cantare, sostituita con Les arbres ont grandi.

## Tracce

### Canzoni d'amore
1. Ninna nanna
2. Se tu sei cielo
3. Il marinaio
4. Colori
5. Ch'io sia la fascia
6. Il ciliegio
7. Tema di Leonetta
8. Il disgelo
9. Donna ti voglia cantare
10. La raccolta
11. Sotto il tiglio
12. Donna mia
13. Canzone del rimpianto

### Chansons d'amour
1. Chanson pour la plus belle
2. Le bateau et le glacier
3. Les arbres ont grandi
4. Coquelicot dans la récolte
5. Sous le tilleul
6. Donna mia
7. Loin de la frontière
8. L'enfant clandestin
9. La terre et l'eau
10. Le serment du marin
11. Couleurs de trottoir
12. Ch'io sia la fascia
13. Le cerisier